# Hydrovatus parameces
Hydrovatus parameces är en skalbaggsart som beskrevs av Guignot 1958. Hydrovatus parameces ingår i släktet Hydrovatus och familjen dykare. Inga underarter finns listade i Catalogue of Life.